# Dora Bryan
Dora Bryan OBE, född Dora May Broadbent 7 februari 1923 i Southport, Merseyside, död 23 juli 2014 i Hove, East Sussex, var en brittisk skådespelerska.

## Utmärkelser
Bryan har bland annat vunnit BAFTA:s pris för "Best Actress" med En doft av honung 1962.

## Rollista i urval
- 1949 – Kärlekskuren
- 1950 – Blå lyktan
- 1952 – Mysteriet Milton
- 1958 – Nu tar vi sergeanten
- 1959 – Desert Mice
- 1961 – En doft av honung
- 1966 – The Great St Trinian's Train Robbery
- 1988 – Apartment Zero
- 1993 – Tillbaka till Aidensfield (TV-serie)
- 1996, 2001 – Helt hysteriskt (TV-serie)
- 2000–2005 – Last of the Summer Wine (TV-serie)
- 2005 – MirrorMask